# Kees Hoving

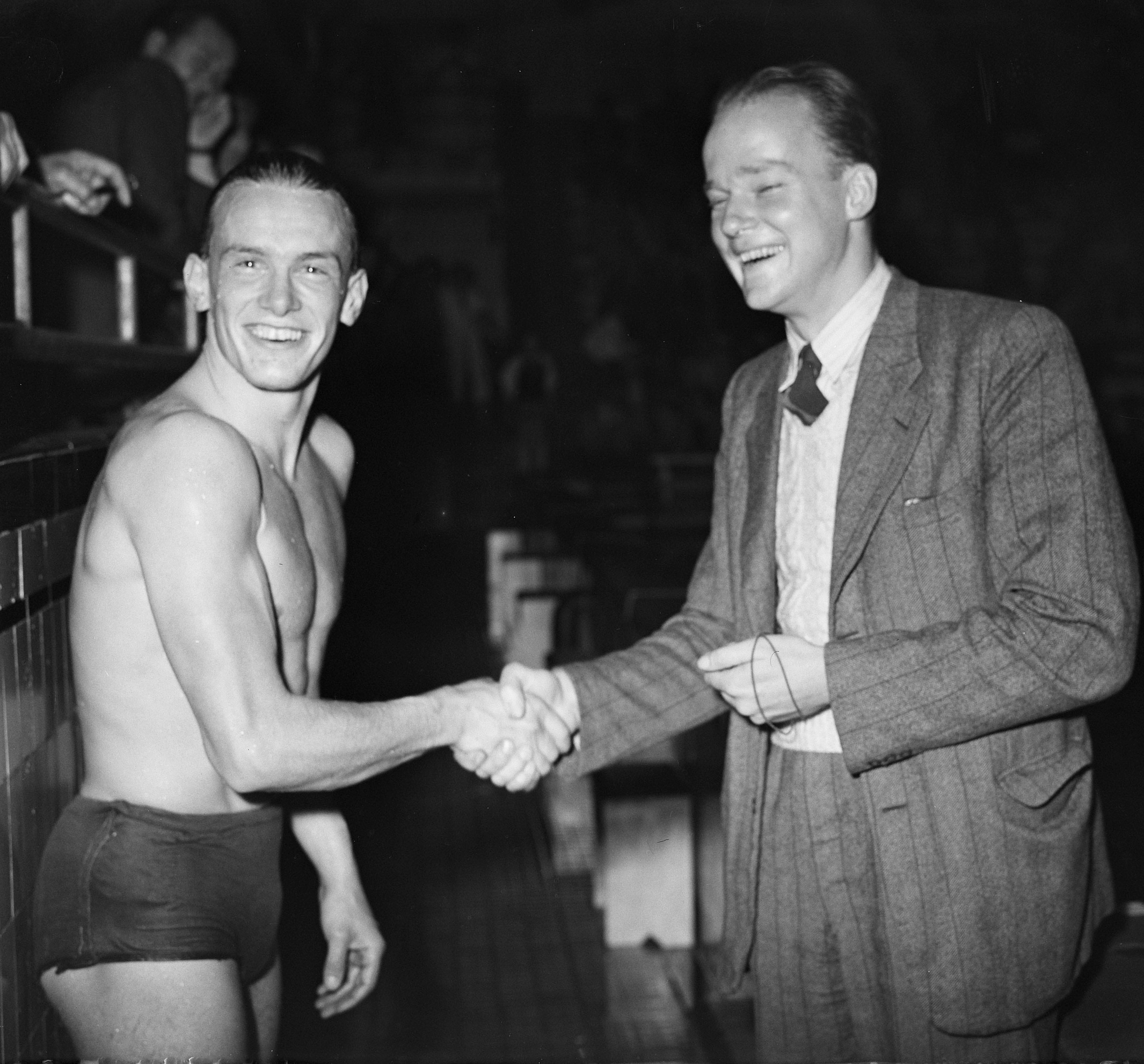
Hoving (rechts) feliciteert Joris Tjebbes met het verbreken van een nationaal record (1950)

Kees Hoving (Medan (Indonesië), 1919 - Utrecht, 1991) was een Nederlands topzwemmer.
Hoving was de eerste Nederlandse man die een Europese titel behaalde. Hij deed dat op 8 augustus 1938 in Londen, met een tijd van 59,8 op de honderd meter vrije slag. Hij was daarmee tevens de eerste Nederlander die onder de minuut zwom. Dit record werd pas in 1950 door Joris Tjebbes verbeterd. Een jaar eerder, op 21 augustus 1937, eveneens in Londen, zwom Hoving al een Nederlands record op dezelfde afstand met een tijd van 1.00,8.
De Tweede Wereldoorlog belette Hoving internationaal door te breken. In de oorlogsjaren trainde Hoving echter door, voor eventuele wedstrijden na de oorlog. Op de Europese Kampioenschappen van 1947 in Monaco deed Hoving weer mee. Hier won hij niets, maar samen met Rinus van Daatselaar, F. Aldendorf en Rob Sindorf op 12 september 1947 zette hij wel een nieuw Nederlands record neer op de 4x200 meter vrije slag, in een tijd van 9.29,5. Vanwege een conflict met zijn zwembond deed Hoving niet meer mee met de Olympische Spelen van 1948.
Hoving werd in totaal 6 keer kampioen 100 meter vrije slag op de lange baan; in 1937, 1938, 1941, 1946, 1947, 1948. Hij vestigde 6 keer een nationaal record op de lange baan, en twee keer op de korte baan.